# Lon Landau
Pour les personnes ayant le même patronyme, voir Landau.
Lon Landau, né à Anvers le 19 juin 1910 et mort dans le camp de concentration de Bergen-Belsen en 1945, est un peintre, un metteur en scène et également le premier décorateur au Théâtre royal néerlandais d'Anvers.

## Biographie
Lon Landau est le fils de Wolff Landau et Amalie Springer (décédée en août 1946).
Le 26 novembre 1926, Landau obtint la nationalité belge. Il fit son service militaire en 1936 en tant que soldat du IIe bataillon, 4e batterie, 2e régiment d'artillerie.

### Créateur et avant-gardiste
Landau collabora avec Johan de Meester junior, directeur et acteur du Vlaamsche Volkstooneel (Théâtre populaire flamand) à Bruxelles, et avec le compositeur d'origine juive Daniel Sternefeld qui, à la différence de Landau, put échapper à la déportation sous l'occupation. Landau était un favori de l'écrivain et dramaturge Herman Teirlinck.
Dans les années 1930, Landau fut membre du groupe d'avant-garde 111. À ce groupe sont aussi associés : Jan Brouwers, Angèle Delen, Jet Naessens, Luc Philips, Martha de Wachter et Cara van Wersch. Le Groupe 111 répéta sur un grenier au-dessus d'un marchand de charbon dans une ruelle de la Kroonstraat à Borgerhout. Au cours de ces années, avec beaucoup d'idéalisme mais toujours en manque de ressources financières, le groupe exerça le genre du chœur parlant. On considère ces chœurs parlants comme une apparition précoce du théâtre multidisciplinaire.
Landau avait vécu en Palestine, mais il revint en Europe atteint de paludisme.
Landau, lui-même d'origine juive, avait participé à la première belge, le 8 janvier 1938, de la pièce de théâtre De Zachte Keel (La Douce gorge) représentée d'abord en Allemagne, dont les représentations - qui montèrent déjà à quelques centaines - furent abandonnées après l'intervention discrète des autorités, probablement en raison de la coopération de l'auteur de la pièce, Félix Timmermans, avec le Juif Eduard Veterman, bien que le prétexte n'eût jamais été spécifié avec autant de mots.
De 1929 à 1940, il demeura à Berchem, Lode Van Berchemlaan, 34.

### Occupation et déportation
Sous l'occupation de la Belgique par l'Allemagne nazie, il demeura à Bruxelles, rue de l'Aurore, et, entre 1941 en 1943, à Ixelles, chaussée de Wavre 109.
En tant que flamand d’origine juive et en raison de ses activités au sein de la résistance communiste, Landau fut finalement arrêté début 1943. Il se retrouva à Malines, à la caserne Dossin de Saint-Georges (SS-Sammellager für Juden), que l'occupant nazi avait transformé en camp de transit et camp de concentration. Il y fut enregistré comme B : un code pour les citoyens belges qui, en raison de leur nationalité, pouvaient en première instance rester en Belgique et par conséquent échapper à la déportation. Landau dut s'occuper du divertissement des prisonniers et il devint l'un des trois artistes « officiels ». Le commandant de camp accepta qu'il y fut aménagé un théâtre de marionnettes pour les enfants juifs pour lequel Landau produisit les marionnettes. Au camp, il confia à un autre détenu que : « Si un jour je meurs, ils vont écrire sur ma tombe : c'est là que se trouve le nez de Lon Landau ; un mètre plus bas gît son propriétaire. »  Le 4 avril 1944, il sera l'un des déportés qui quittèrent Malines pour Auschwitz avec le convoi XXIV/17. Il participa aux marches de la mort d'Auschwitz à Mauthausen. C'est dans ce dernier camp qu'il fut enregistré le 28 janvier 1945. On le retrouve le 3 février 1945 à Neuengamme, où il arriva en venant dans l'un des camps de Gusen, la structure double de Mauthausen. Il ne survécut pas aux camps : il connut encore la libération, le 15 avril 1945, du camp de concentration de Bergen-Belsen où il avait finalement abouti (Block 12), mais il y mourut de la typhoïde, attrapée comme aide bénévole,.
L'Académie royale des beaux-arts d'Anvers (École supérieure Artesis), appela d'après Lon Landau le prix pour les costumes de théâtre, l'un des prix que l'on peut obtenir aux concours internes après avoir achevé ses études.